# Pingquan
Pingquan (平泉市S, PíngquánP) è una città-contea della Cina, situata nella provincia di Hebei e amministrata dalla prefettura di Chengde.